# Oldfield Thomas

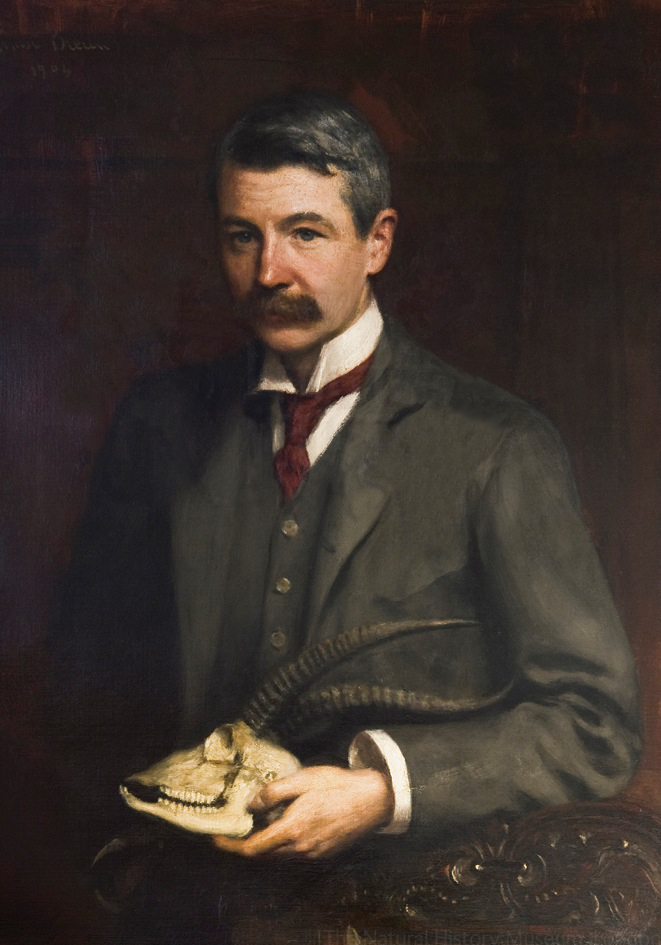
Michael Rogers Oldfield Thomas, Gemälde von John Ernest Breun

Michael Rogers Oldfield Thomas FRS FZS (geboren am 21. Februar 1858 in Millbrook, Bedfordshire; gestorben am 16. Juni 1929), kurz Oldfield Thomas, war ein britischer Zoologe. Sein zoologischer Autorenname ist „Thomas“. Thomas arbeitete mehr als 50 Jahre am British Museum in London und dessen naturgeschichtlicher Abteilung, dem späteren Natural History Museum, im Bereich der Säugetiere, von denen er etwa 2000 Arten und Unterarten erstmals beschrieb.

## Leben
Oldfield Thomas wurde 1858 in Millbrook im englischen Bedfordshire als Sohn des Priesters Reverend J.H. Thomas geboren, der später zum Archidiakonat nach Kapstadt, Südafrika, berufen wurde. Oldfield Thomas verbrachte seine Jugend in Südafrika und begann sich dort mit der Natur zu befassen. Er sammelte Insekten im Bereich des Tafelbergs. Nach seiner Rückkehr nach England wurde sein Vater Vikar in Hillingdon nahe Uxbridge im Westen von London. Thomas wurde auf das Haileybury College nach Hertford geschickt, war jedoch ein vergleichsweise schlechter Schüler. Mit 18 Jahren begann er eine Ausbildung im Büro des British Museum in Bloomsbury, in dem die naturwissenschaftlichen Sammlungen einen großen Anteil ausmachten. Thomas hoffte auf eine Anstellung als Assistent am zoologischen Fachbereich, der zu dieser Zeit von dem deutschen Zoologen Albert Günther geleitet wurde. Mit diesem Plan besuchte er in der Folge für zwei Jahre Vorlesungen bei Thomas Henry Huxley in South Kensington. 1878 wurde er tatsächlich als Assistent in die Zoologische Abteilung versetzt und startete nach Anfängen mit wirbellosen Tieren, vor allem Stachelhäutern, auf Anweisung von Günther seine Karriere in der mammalogischen Abteilung.
1891 heiratete er Mary Kane, die Tochter von Sir Andrew Clark. Deren finanzielle Mittel ermöglichten es Thomas, für das Museum Sammler zu bezahlen und eine große Anzahl von Säugetier-Sammelstücken zu erwerben, die er nach und nach beschrieb.
Thomas ging 1923 in den Ruhestand, arbeitete jedoch bis zu seinem Tod 1929 am Museum.

## Belege
1. 1 2  John Edwards Hill: A memoir and bibliography of Michael Rogers Oldfield Thomas, R.F.S. Bulletin of the British Museum (Natural History) 18, 1990; S. 26.

## Publikationen (Auswahl)
- A new Genus and Two new Species of Bats. In: The Annals and magazine of natural history; zoology, botany, and geology being a continuation of the Annals combined with Loudon and Charlesworth's Magazine of Natural History (= 7). Band 16, Nr. 95, 1905, S. 572–576 (biodiversitylibrary.org).